# Gelosia (horticultura)

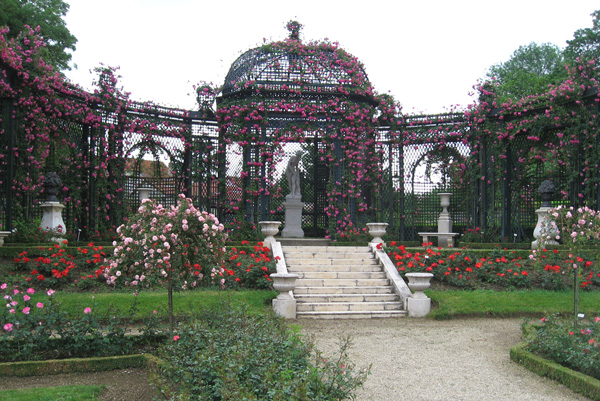
Treillage com a suport de rosers en el Roserar de la Vall del Marne

La gelosia usada en horticultura, també coneguda com a reixat, espatllera, o pel gal·licisme de « treillage », és una estructura arquitectònica, en general a partir d'un marc obert o gelosia de peces entrellaçades o d'intersecció de fusta, bambú, metall polièster, PVC, etc., sempre s'ha utilitzat per a separar ambients, normalment per a secundar i mostrar plantes, especialment plantes enfiladisses. Ara, s'usa més per a conformar estructures i com a suport a les altres construccions. Per exemple, amb gelosies es tanquen espais buits de pèrgoles.

## Història

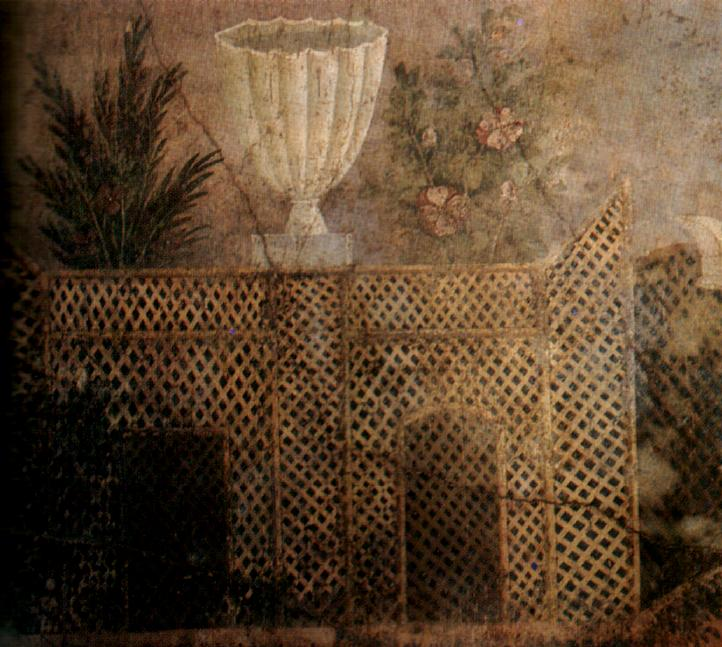
Detalls d'un fresc d'una vila de Pompeia, amb una gelosia

L'enreixat va ser originalment dissenyat per suportar ceps de vinyes, el que li dona el seu nom: (llatí) Trichila = emparrat.
Encara que es desconeix quan i on es va inventar l'enreixat, ha estat esmentat a la literatura i obres botàniques al llarg de la història. Plini el Jove, als segles I i II, va escriure sobre les espatlleres en algunes de les seves cartes sobre jardins.
També s'ha utilitzat per recolzar els arbustosd'espatlleres, o per separar els senders dels matolls i les diverses parts dels jardins. Aquest tipus de gelosies van ser fetes per jardiners.
Però quan la jardineria va ser perfeccionada per dissenyadors paisatgistes com André Le Nôtre i Jules Hardouin-Mansart, l'enreixat es va convertir en un objecte de decoració, i a França va ser confiada a treballadors especialitzats anomenats « treillageurs », que primer van treballar lliurement fins a 1769, després es van unir al cos dels fusters. Aquests treballadors havien de tenir almenys nocions bàsiques dels principis de l'arquitectura i l'art de la traceria de la fusta.

## Tipus d'enreixats
Hi ha molts tipus d'enreixat per a diferents llocs i plantes:
Tipus agrícoles, s'usen sobretot a la viticultura, estan coberts pels sistemes de formació de la vinya.
En jardineria: s'utilitzen per a les plantes enfiladisses com a vinyes, clematis, heura i roses enfiladisses o com a suport per a plantes en creixement. Els enreixats per a roses són especialment comuns a Europa per a moltes varietats roses enfiladisses, les quals requereixen un enreixat per assolir el seu potencial com a plantes de jardí.

Algunes plantes pugen i s'emboliquen al voltant d'un enreixat sense gaire ajuda artificial, mentre que d'altres necessiten ajuda, passant els brots en creixement a través de l'espatllera i/o lligant-los al marc.

Algunas de las celosías usadas en jardinería
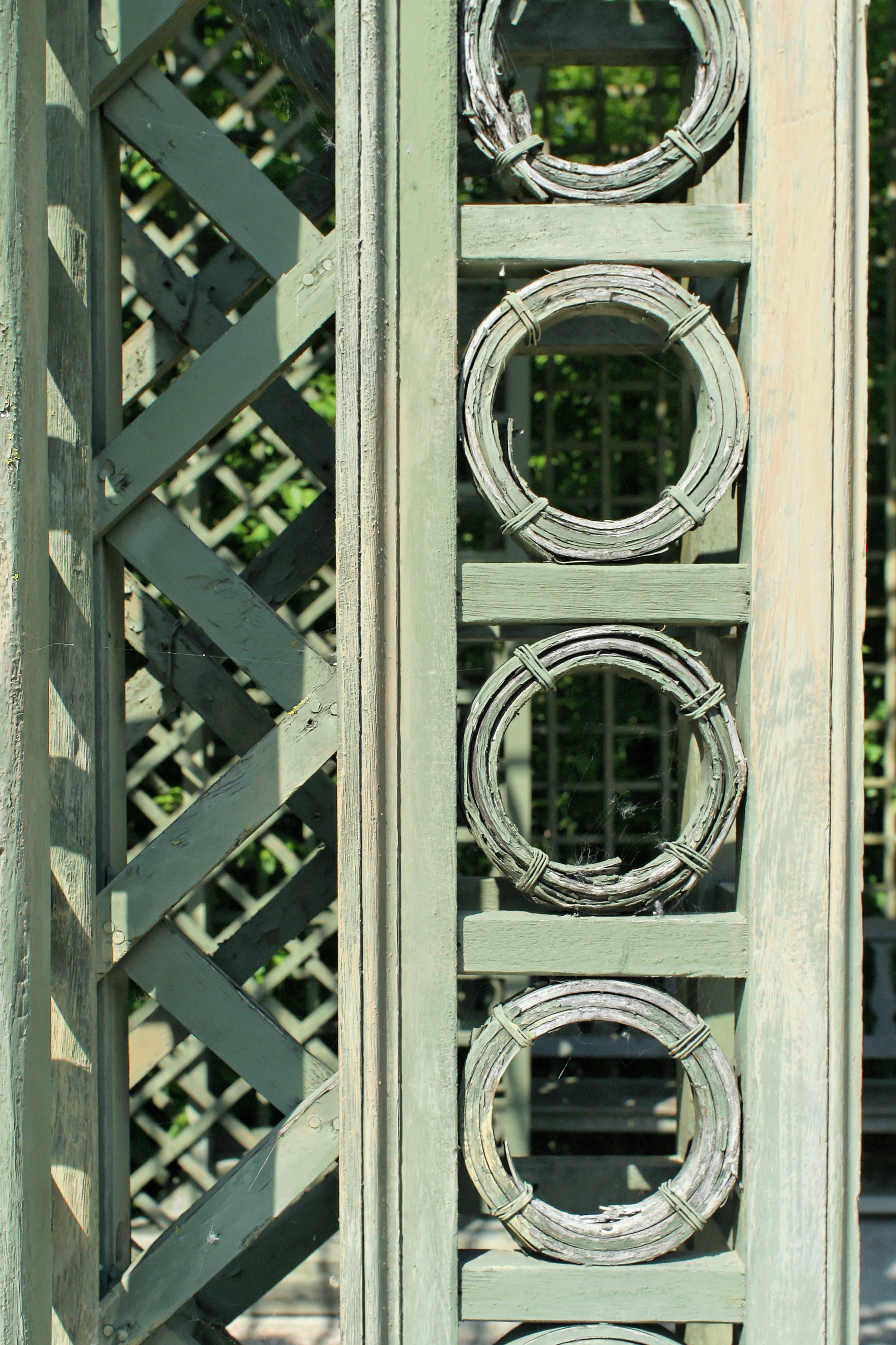
Detall de gelosia al Bosquet de l'Encelade de Versalles.
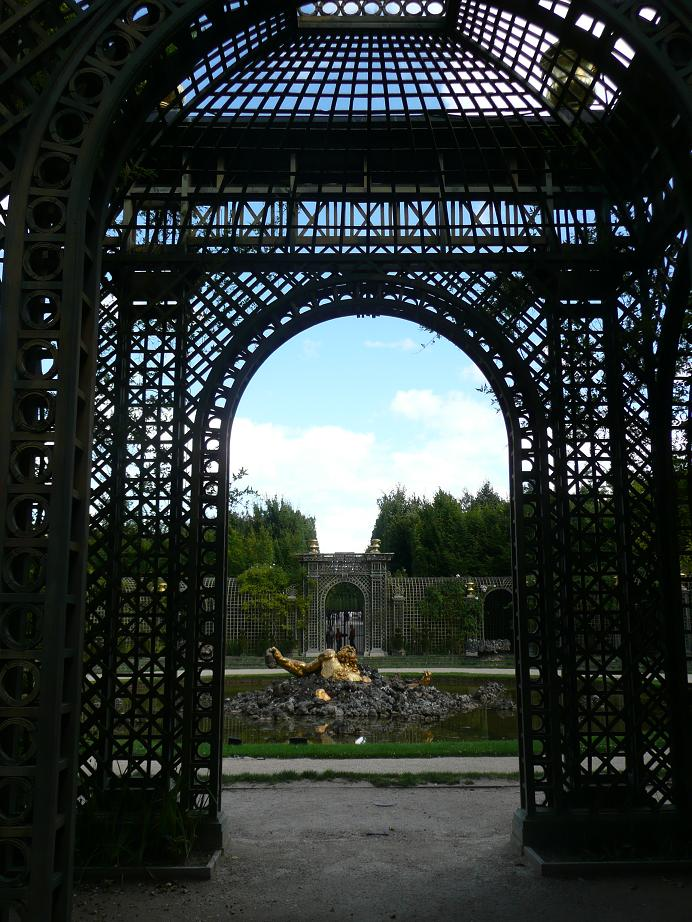
Treillage (cel·losia) als jardins de Versalles.
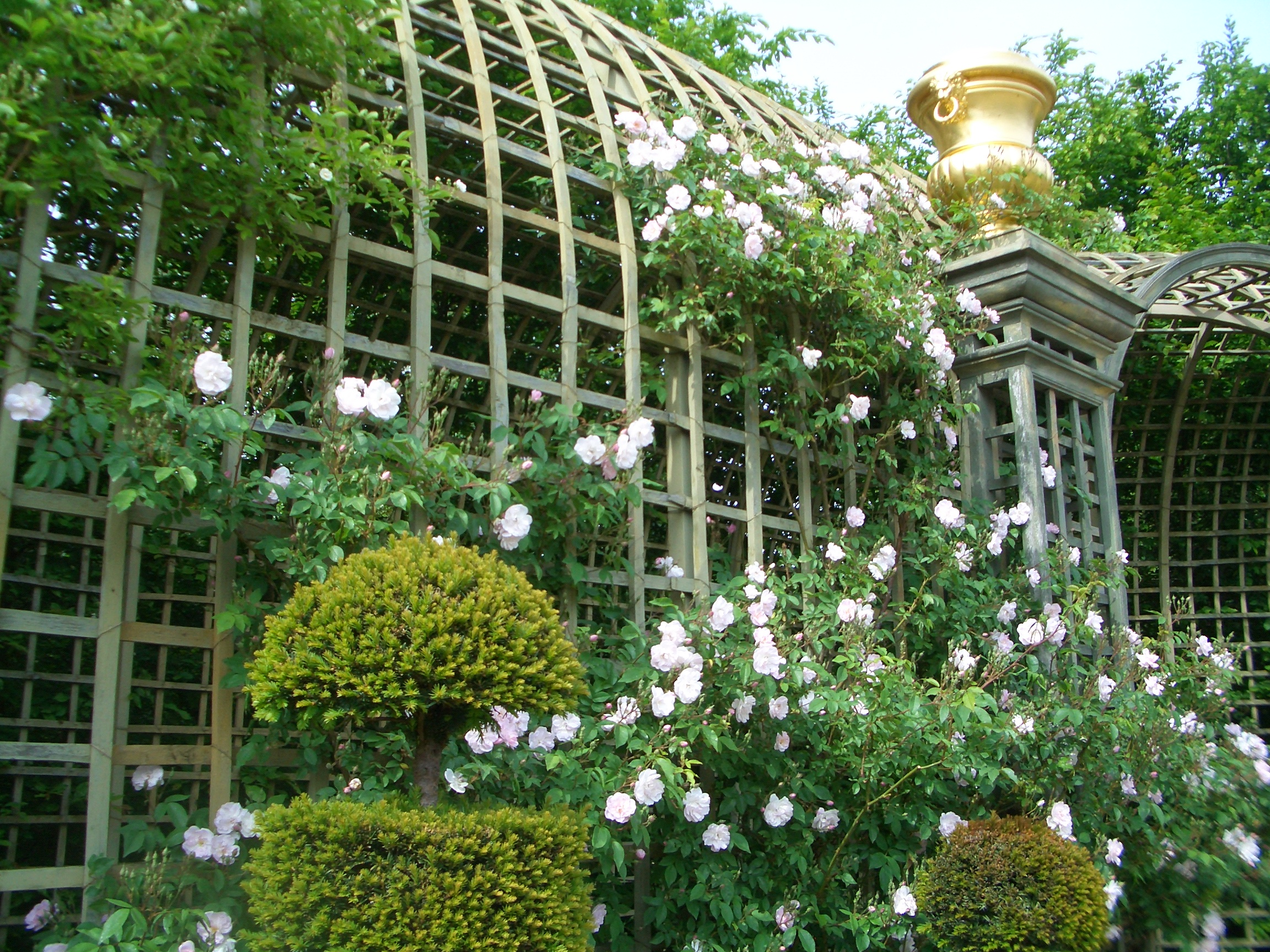
Gelosia per a rosers a Versalles.
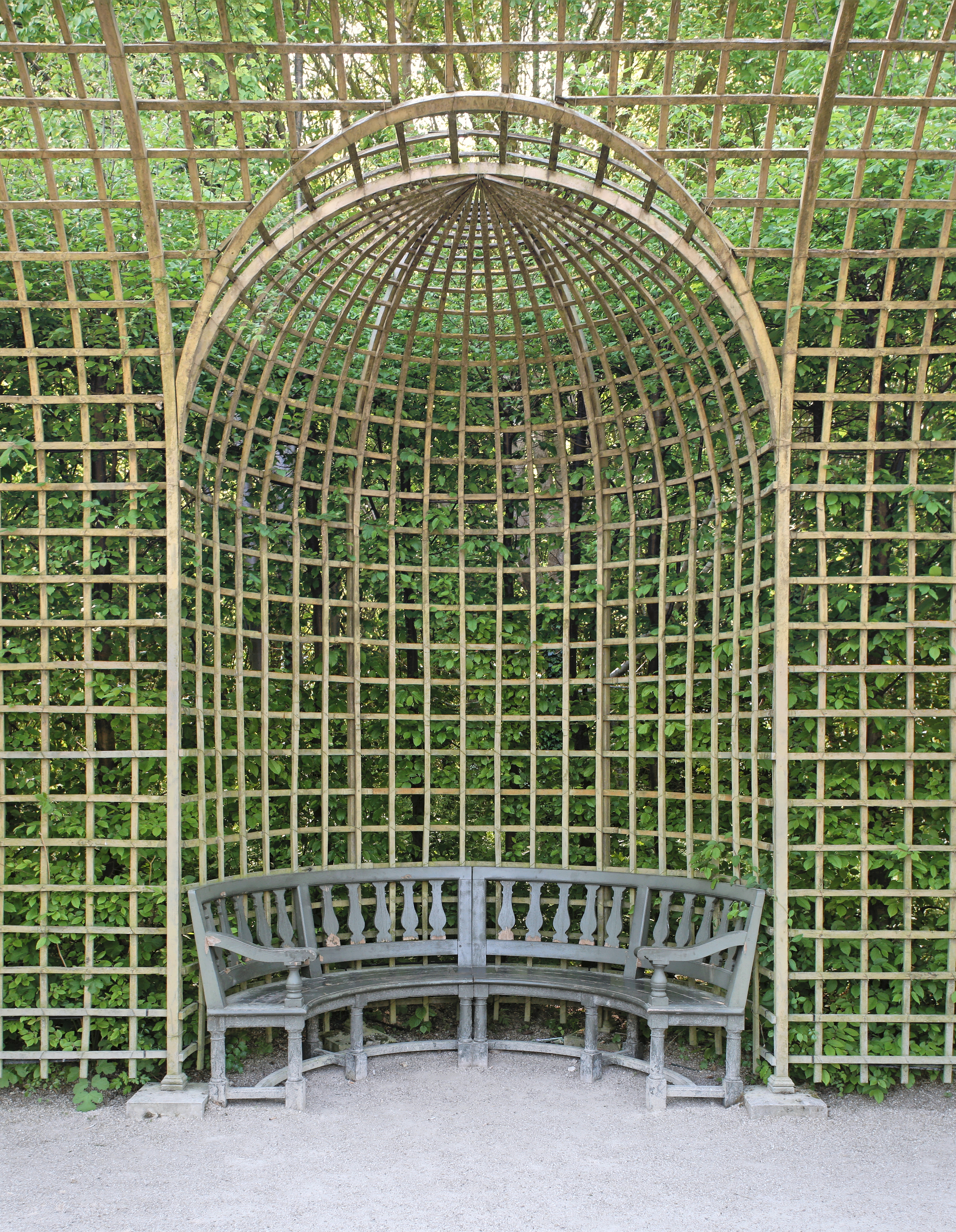
Treillage (cel·losia) en nínxol als jardins de Versalles.
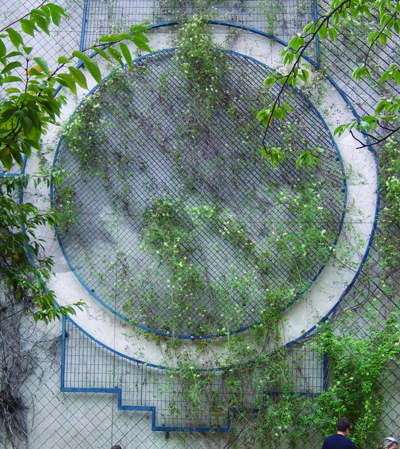
Rellotge vegetal de Jean-Max Albert, a París.

Algunas de las espalderas en el arte
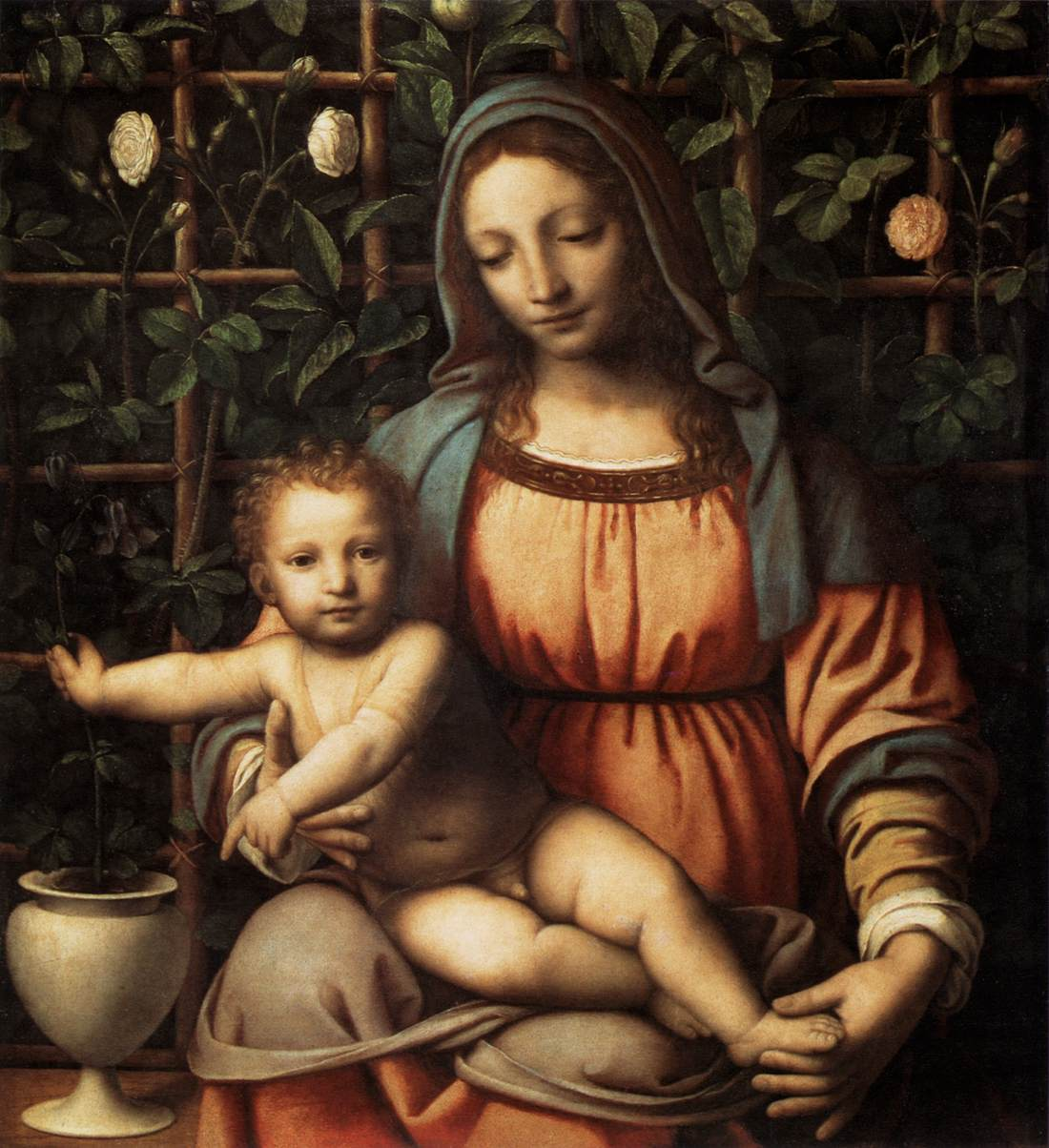
Bernardino Luini, La Verge del roserar.
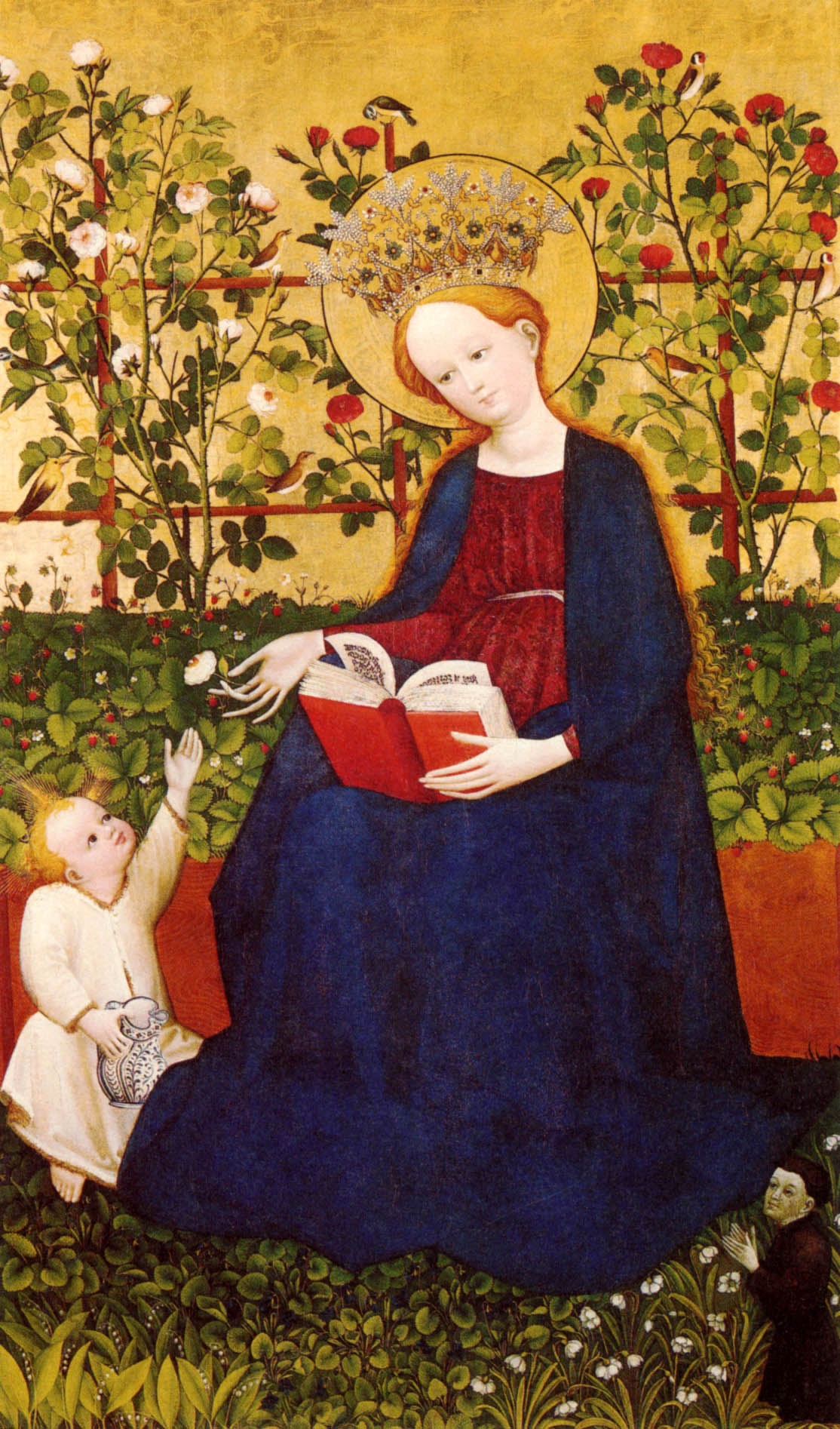
Oberrheinischer Meister - La Madonna dels maduixots.
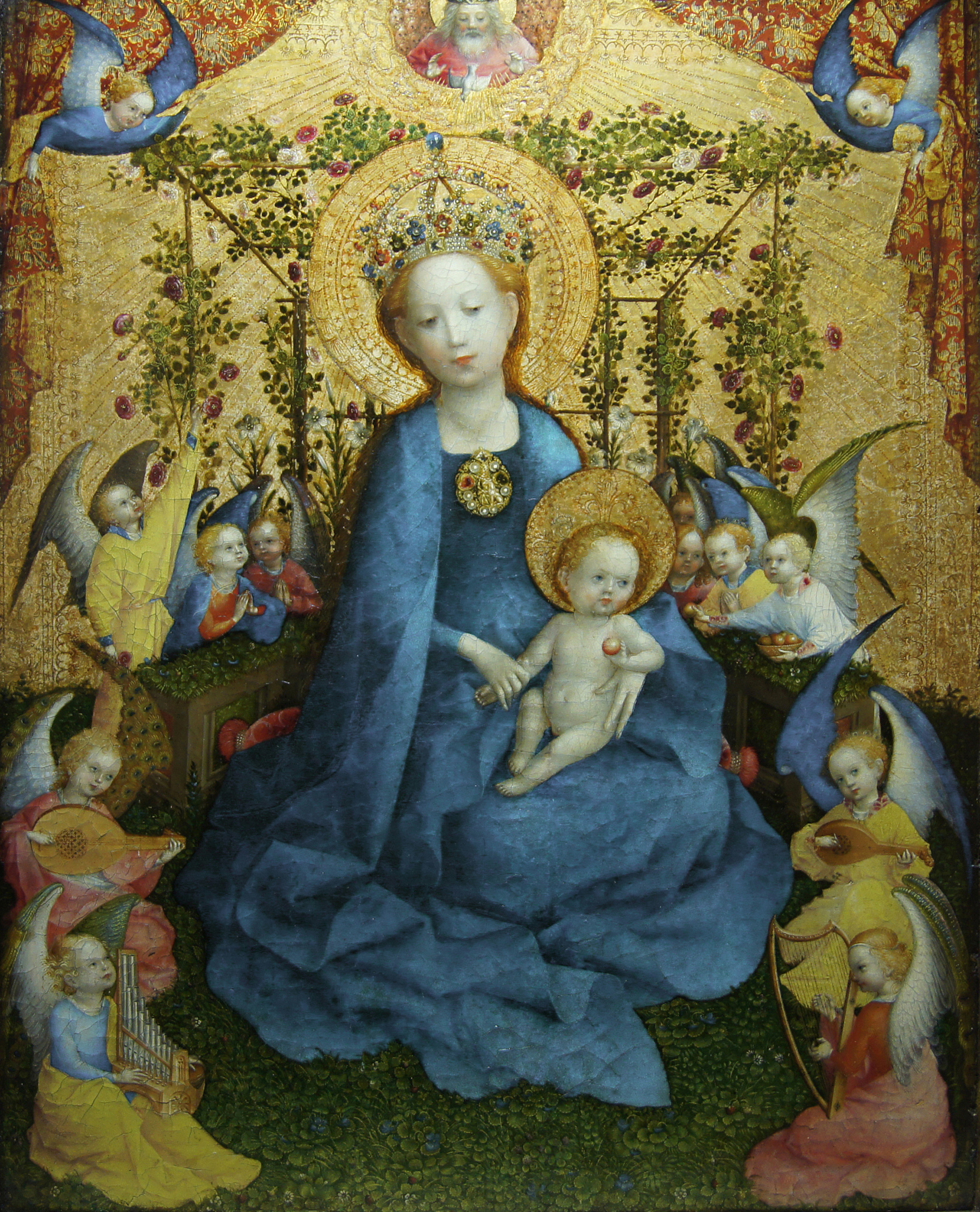
Stefan Lochner Madonna dels rosers.
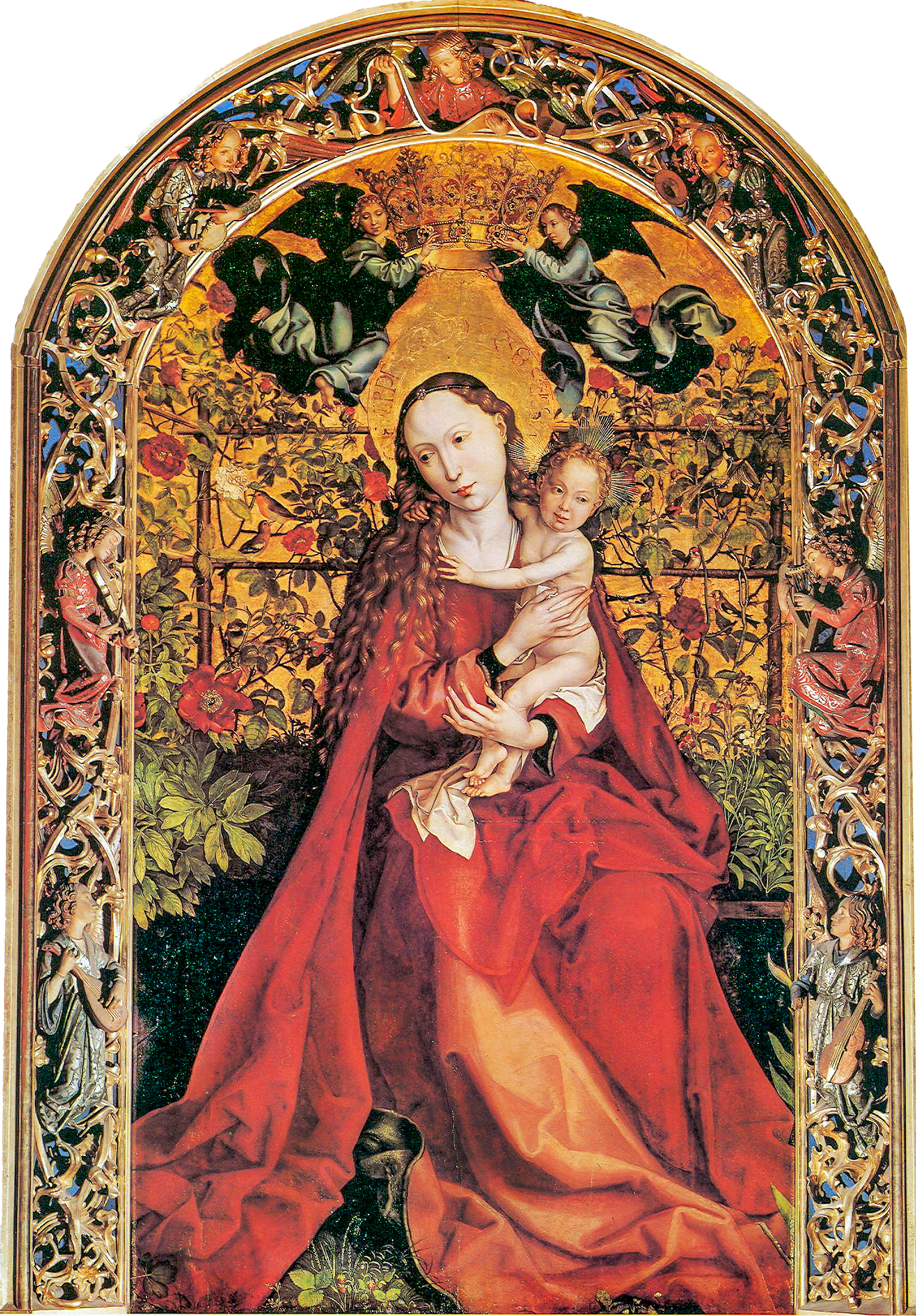
Martin Schongauer, Madonna del roserar.